# Freddy White
Freddy White is een Ierse zanger en gitarist. Hij is geboren in Cobh, County Cork, Ierland. Hij was een van de oprichters van Scullion. Later formeerde hij The Fake een van de Ierse bands van het eind van de zeventiger jaren van de vorige eeuw. Toen kwam de Freddie White Band, samen met Eric Clapton.
Hij maakte ook een toer met Clannad en produceerde een aantal albums. 
In September 2004 werd de release gebracht van "Four days in May". 

## Discografie
- Four Days in May, 2004
- Lost and Found  - (Little Don Records, 2002)
- My Country  - (Little Don Records 1999)
- Straight Up - (Little Don Records 1994)
- Close To You  - (Lime Records/EMI, 1991)
- Have a Nice Day - (Tara Records 1987)
- Long Distance Runner - (Mulligan Records 1981)
- Do You Do - (Mulligan Records, 1981)
- Live On Tour - (Mulligan Records 1979)